# Walter Lawry Buller
Pour les articles homonymes, voir Buller.
Walter Lawry Buller est un naturaliste et un juriste britannique, né le 9 octobre 1838 à Pakanae (Hokianga, Nouvelle-Zélande) et mort le 19 juillet 1906 à Fleet dans le Hampshire.
Ses parents, d’un milieu modeste, émigrent en Australie en 1835. Son père devient alors missionnaire au sein de la mission Wesleyan et passe quinze ans à Sydney. Puis, il servira à Wellington, Christchurch, Auckland et à Thames. Il devient président, en 1864, de la conférence australasienne de sa mission.
Walter est le deuxième enfant d’une fratrie de dix. Il devient, en 1855, interprète des aborigènes à la cour de justice. En 1862, il devient magistrat à Manawatu puis, trois ans plus tard, à Wanganui.
Il part quelques années en Grande-Bretagne et revient en Nouvelle-Zélande en 1874. Il reprend son métier de juriste, spécialisé dans les affaires relatives aux Māori.
Il tente une carrière en politique mais est battu deux fois à des élections en 1876 puis en 1881. Ses finances sont néanmoins prospères et il se retire à Londres en 1886 où il se lance dans les affaires. Mais celles-ci périclitent et il doit revenir en Nouvelle-Zélande en 1890. Buller devient ministre en 1896, fonction qu’il conserve jusqu’en 1899.

## L’histoire naturelle
Dès sa jeunesse, Buller se passionne pour l’histoire naturelle et particulièrement l’ornithologie. Il entreprend de réaliser une collection et décrit les spécimens qu’il découvre. Buller se met en relation avec George Grey (1812-1898), Thomas Ralph et James Hector (1834-1907). Il est admis à 19 ans à la Linnean Society of London.
En 1871, il commence à assembler des matériaux pour réaliser une monographie sur les oiseaux de Nouvelle-Zélande. Il obtient du gouvernement une bourse et un congé en conservant un demi-salaire et part à Londres pour la faire éditer. Pour compléter ses revenus, il est secrétaire d’Isaac Earl Featherston (1813-1876). Son séjour à Londres est couronné de succès et il peut démissionner de son emploi de juriste.
Grâce à l’aide de Friedrich Hermann Otto Finsch (1839-1917), il obtient un titre de docteur en histoire naturelle à l’université de Tübingen en 1871.
Son livre, A History of the Birds of New Zealand, avec des illustrations de John Gerrard Keulemans, paraît en 1872-1873 et sera réédité en 1887-1888. En 1882, il fait paraître un Manual of the Birds of New Zealand, une version économique du précédent. En 1905, il fait paraître un Supplement to the History of the Birds of New Zealand en deux volumes.
Son attitude face aux Māori et à la protection de la faune, qui commence alors à s’esquisser, est ambiguë. Il estime inévitable que les robustes colons finissent par remplacer les premiers peuples de l’île, tout comme la protection des oiseaux est sans espoir. Ainsi, il participe aux premières mesures de protection sur place pour protéger les îles de la Petite Barrière tout en traquant les espèces d’oiseaux les plus rares afin d’enrichir sa collection. Il profite ainsi de la passion de Lionel Walter Rothschild (1868-1937) pour les oiseaux rares pour lui vendre cher certains spécimens. Il tente même de lui vendre extrêmement cher un oiseau réalisé par le montage de deux genres différents. Rothschild, très bon ornithologue, se rend compte de la supercherie et ne manquera pas une occasion pour dénoncer le comportement de Buller dans ses écrits.

## Source
- Barbara Mearns & Richard Mearns (1998). The Bird Collectors. Academic Press (Londres) : xvii + 472 p.  (ISBN 0-12-487440-1)